# Armada (gebouwen)
Armada is de naam van tien appartementengebouwen in 's-Hertogenbosch. In totaal bestaan de gebouwen uit 255 appartementen.

## Naamgeving
De naam komt uit het Spaans. Vrij vertaald betekent het vloot, en dit komt goed terug in de vorm van de gebouwen.

## Architectuur
De Engelse architect van deze appartementen, Antony (Tony) McQuirk,  heeft zich laten inspireren door de typische Hollandse weerselementenelementen lucht, licht, land en water. De gebouwen hebben een bolvormige zuidgevel met balkons in roestvast staal en een achtergevel in rode baksteen.
De tot acht verdiepingen hoge gebouwen staan aan de Hofvijver en bieden alle appartementen een zon op het zuiden. Dankzij de kromming kan de zon diep in de appartementen binnendringen. Daarnaast leiden ze de wind naar boven voor een aangenaam klimaat op de grond. De lift en het trappenhuis zijn via een glazen wintertuin gekoppeld aan de individuele appartementen. De ruime, luxe appartementen zijn voorzien van een binnentuin en parkeergarage. Vanaf de zesde verdieping kan men uitkijken over de hele buurt.